# یرون زوت
یرون زوت (هلندی: Jeroen Zoet؛ زاده ۶ ژانویهٔ ۱۹۹۱) بازیکن فوتبال اهل هلند است که برای باشگاه اسپتزیا بازی می‌کند‌.